# Marius Sabaliauskas
Marius Sabaliauskas (Kaunas, 15 de noviembre de 1978) es un antiguo ciclista lituano ya retirado. Debutó en 2001 con el equipo Saeco.

## Palmarés
1999 (como amateur)
- Clásica Memorial Txuma

2000 (como amateur)
- 1 etapa de la Vuelta a Navarra

## Resultados en Grandes Vueltas y Campeonatos del Mundo
| Carrera              | Carrera              | 2001 | 2002 | 2003 | 2004 | 2005 | 2006 |
| -------------------- | -------------------- | ---- | ---- | ---- | ---- | ---- | ---- |
|                      | Giro de Italia       | —    | Ab.  | 47.º | —    | 66.º | —    |
|                      | Tour de Francia      | —    | —    | —    | 42.º | —    | —    |
|                      | Vuelta a España      | —    | —    | —    | 87.º | —    | —    |
| Mundial en Ruta      | Mundial en Ruta      | —    | 89.º | —    | 72.º | —    | —    |
| Mundial Contrarreloj | Mundial Contrarreloj | —    | 21.º | —    | —    | —    | —    |

—: no participa

Ab.: abandono